# Сенюков, Василий Михайлович
Васи́лий Миха́йлович Сенюко́в (25 декабря 1906 [7 января 1907], дер. Онежье, Вологодская губерния — 22 августа 1975) — советский геолог-нефтяник. Член ВКП(б) с 1929 года.

## Биография
Родился 25 декабря 1906 (7 января 1907) года в деревне Онежье (ныне Княжпогостский район, Республика Коми) в семье лесоруба.
Образование:
- школа второй ступени в селе Глотово (Удорский район) (учёба экстерном в 1925—1928),
- педагогический техникум и совпартшкола в Усть-Сысольске (1930),
- МНИ имени И. М. Губкина (1935).

Работа:
- 1935—1937 — сотрудник геологических экспедиций в Якутии,
- 1937—1942 — заместитель начальника и с 1939 — начальник Главного геологического управления Наркомата топливной промышленности СССР,
- 1940—1942 — по совместительству зав. кафедрой геофизических и геохимических методов разведки Губкинского института,
- 1942—1946 — начальник комплексной экспедиции Наркомнефти по Урало-Волжской провинции, начальник Государственной геологической экспертизы по газопроводу Саратов — Москва,
- 1946—1952 — директор Московского филиала ВНИГРИ, в 1953 году преобразованного в самостоятельный институт ВНИГНИ
- 1953—1975 — зав. лабораторией и сектором геохимических исследований ВНИИ природных газов.

В 1952 году был арестован и помещен на Лубянку. Причиной ареста могло послужить то, что представленный им план нефтеразведки требовал огромных средств. Вскоре освобожден. Говорят, что именно к Сенюкову относились слова Сталина «Дважды Сталинского лауреата расстрелять не могу позволить».
Один из инициаторов внедрения в практику нефтегазовых поисково-разведочных работ метода опорного глубокого бурения.
Умер 22 августа 1975 года от травмы, полученной во время взрыва в ходе эксперимента по строительству беструбного тоннелепровода. Урна с его прахом захоронена на Введенском кладбище (26 уч.).

## Награды и премии
- Сталинская премия I степени (13 марта 1941) — за научный труд «Река Толба и нефтеносность северного склона Алданского массива» (1938)
- Сталинская премия I степени (1946) — за открытие и исследование Елшано-Курдюмского газового месторождения близ Саратова[2]
- орден Ленина
- орден Трудового Красного Знамени
- орден Красной Звезды
- два ордена «Знак Почёта»
- медали
- по непроверенным данным — Государственная премия СССР — за работу, связанную с открытием уранового месторождения в Узбекистане
- первый в СССР доктор геолого-минералогических наук (1938) — без защиты диссертации, за открытие месторождений нефти в Восточной Сибири[3]
- заслуженный деятель науки и техники Коми АССР и Якутской АССР (1967)

## Память
Имя Сенюкова носят улицы в городах Емва и Ухта (Республика Коми).

## Семья
Сын — Ремир Сенюков, профессор кафедры геологии РГУ нефти и газа имени И. М. Губкина.